# آرنوویل
آرنوویل (به فرانسوی: Arnouville) یک کمون در فرانسه است که در Seine-et-Oise واقع شده‌است. آرنوویل ۲٫۸۴ کیلومتر مربع مساحت دارد.